# Óscar Urralburu
Óscar Urralburu Arza (Pamplona, 8 de septiembre de 1971) es un profesor y político español, exdiputado en la Asamblea Regional de Murcia por Podemos.

## Biografía
Óscar Urralburu es licenciado en Bellas Artes por la Universidad de Castilla-La Mancha y doctor en Bellas Artes por la Universidad de Murcia. Desde 1996 es profesor de enseñanza secundaria y desde 2006 profesor asociado de la Universidad de Murcia, llegando a desempeñar distintos cargos del  sindicato de enseñanza STERM.
En febrero de 2015 fue elegido secretario general de Podemos, siendo igualmente designado candidato a la presidencia de la Región de Murcia en abril del mismo año y consiguiendo en las elecciones autonómicas de mayo un total de seis diputados.
En junio de 2017 fue reelegido secretario general de Podemos en la Región de Murcia.
En septiembre de 2019, dimitió de sus cargos para integrarse en Más País. Días más tarde, Más País Región de Murcia (también denominada Más Región de Murcia) anunciaba, tras presentar las listas definitivas, que Óscar Urralburu encabezaría la lista al Congreso de diputados por Murcia.
En 2021 se convirtió en portavoz nacional de Más País.